# Ryan O’Leary
Ryan O’Leary (ur. 19 maja 1987 w Glasgow) – szkocki piłkarz występujący na pozycji obrońcy. Jest synem byłego piłkarza i reprezentanta Irlandii Pierce’a O’Leary’ego i bratankiem Davida O’Leary’ego.

## Kariera
U młodości uczęszczał do St Aloysius’ College w Glasgow. Swoją karierę rozpoczynał w Aberdeen. W 2005 roku został zakupiony przez Kilmarnock.
W Scottish Premier League rozegrał 81 spotkań i zdobył 1 bramkę.
W lutym 2007 roku otrzymał powołanie do reprezentacji Irlandii do lat 21, lecz odrzucił je i postanowił reprezentować kraj, w którym się urodził – Szkocję.